# النقوری
النقوری (شهاب الدین آل النقوری) پزشک ایرانی که در قرن چهاردهم می‌زیست. از آثار النقوری می‌توان به چند رساله و کتاب پزشکی از جمله واژه نامهٔ دارویی و کتابی در درمان به نام طب شهاب اشاره کرد.